# Les Écureuils
Les Écureuils est un village compris dans le territoire de la ville de Donnacona, dans Portneuf, au Québec (Canada).

## Toponymie
Le village doit son nom à l'abondance d'écureuils sur une pointe s'avançant dans le fleuve Saint-Laurent, peuplée de chênes et de noyers. La première occurrence du toponyme est relevée en 1672, dans l'acte de concession de la seigneurie de Bélair. La graphie « pointe aux Écureux » est notée en 1706.
La paroisse érigée en 1742 porte le nom de Saint-Jean-Baptiste-des-Écureuils que reprend la municipalité de paroisse érigée en 1855. La municipalité change son nom pour Les Écureuils en 1949,.

## Géographie
Le village est situé sur la rive nord du fleuve Saint-Laurent, à une trentaine de kilomètres en amont de Québec, le long du chemin du Roy.

## Histoire
Les environs des Écureuils sont fréquentés par les Iroquoiens du Saint-Laurent lors des voyages de Jacques Cartier.
La seigneurie de Bélair dite de Pointe-aux-Écureuils est concédée en 1672. L'immigration est alors faible, et la menace d'attaques des Iroquois décourage l'installation des seigneurs et censitaires. Le recensement de 1681 indique 3 ménages à la Pointe-aux-Écureuils.
Une chapelle est érigée en 1724. La population des Écureuils est de 187 en 1739 et 305 quinze ans plus tard. Une paroisse canonique est érigée en 1832. La population paroissiale est alors d'environ 500.
Si l'agriculture demeure le moteur, voire la seule activité économique aux Écureuils du xviie au xixe siècle, la région voit émerger la construction navale au tournant du xixe siècle. Ainsi, entre 1772 et 1899, 9 goélettes et deux petits navires sont construits dans le havre des Écureuils. Le transport routier se développe aussi peu à peu, alors que le chemin public est déplacé vers l'arrière-pays afin d'éviter des côtes abruptes et des zones bourbeuses.
De 1871 à 1911, la population des Écureuils demeure stable entre 500 et 600 habitants.
Le chemin de fer Canadien Nord est construit au début du xxe siècle. Les Écureuils avaient été jusqu'alors en marge du réseau ferroviaire, tandis que le chemin de fer Québec, Montréal, Ottawa & Occidental desservait les communautés plus au nord à partir de 1875. L'arrivée du chemin de fer est concomitant avec le développement de l'industrie forestière, alors que les concessions forestières le long de la rivière Jacques-Cartier passent aux mains de papetières. La Donnacona Paper Company est constituée en 1912; une usine construite à la confluence de la Jacques-Cartier et du Saint-Laurent produit du papier journal à partir de 1914. L'année suivante, la ville de Donnacona, constituée de l'usine et des quartiers avoisinants, est détachée du territoire des Écureuils.
Profitant du foisonnement industriel de Donnacona, la population des Écureuils double en moins de 40 ans. Entre 1911 et 1951, le nombre d'habitants passe de 572 à 1187.
La municipalité des Écureuils est annexée à la ville de Donnacona le 21 janvier 1967.